# Myklebost
Myklebost este o localitate din comuna Ålesund, provincia Møre og Romsdal, Norvegia, cu o suprafață de 0,36 km² și o populație de 295 locuitori (2013).